# W-24
W-24 — тральщик Імперського флоту Японії, який взяв участь у Другій світовій війні.
Корабель, який належав до типу W-19, спорудили у 1943 році на верфі Harima Zosensho в Айой.
З лютого по квітень 1943-го W-24 займався ескортуванням суден біля східного узбережжя Японського архіпелагу. При цьому коли 8 березня тральщик супроводжував конвой з Мурорану (південь Хоккайдо) до Токійської затоки один з транспортів був потоплений американським підводним човном.
У травні 1943-го W-24 перевели до 52-го дивізіону тральщиків, який базувався на Омінато (важлива база японського ВМФ на північному завершенні Хонсю). З цього часу корабель ніс патрульно-ескортну службу в північній зоні та багаторазово ходив до портів Отару і Вакканай на західному узбережжі Хоккайдо, а в одному з рейсів досягнув Одомарі (наразі Корсаков на півдні острова Сахалін). 
Наприкінці грудня 1943-го W-24 перейшов до Токійської затоки та знову взявся за роботу на східному узбережжі метрополії. Зокрема, 14—17 січня 1944-го тральщик виходив для допомоги конвою №4102, який прямував із Океанії та зазнав втрат від атак американських субмарин. Також W-24 щонайменше один раз відвідав острів Тітідзіма (архіпелаг Огасавара).
На початку квітня 1944-го тральщик повернувся в північну зону та перші два місяці діяв біля південного завершення Хоккайдо, в районі портів Хакодате та Муроран. Більшу частину червня W-24 провів на ремонті в Омінато, після чого його залучили до виконання завдань на півночі Хоккайдо, півдні Сахаліну та в південній частині Курильського архіпелагу (острови Уруп, Еторофу). 12 серпня, коли тральщик супроводжував конвой з Вакканай на Сахалін, підводний човен торпедував та потопив один з транспортів. З 17 по 24 серпня W-24 задіяли у ескортуванні танкеру «Хакуєй-Мару», який на початку місяця вискочив на камені на північному узбережжі Хоккайдо, а тепер був знятий з мілини та прямував на буксирі до Отару. 
Наприкінці січня 1945-го W-24 знову став на ремонт у Омінато, а з березня повернувся до патрульно-ескортної діяльності із базуванням на Муроран.
15 липня 1945-го Муроран атакували літаки з авіаносця «Йорктаун». W-24 під обстрілом з повітря зміг залишити гавань, проте пізніше затонув від отриманих пошкоджень.